# Felix Gerbrod
Felix Gerbrod (* 1977 in Neustadt an der Weinstraße als Andreas Kirchberger) ist ein deutscher Regisseur von Punk-Filmen und Mitglied der Hamburger Independent-Filmproduktionsfirma Kino ohne Talent und der Drehbuchwerkstatt Hamburg.

## Leben
Felix Gerbrod wuchs in Neustadt an der Weinstraße auf und besuchte dort das Kurfürst Ruprecht Gymnasium. Bei der Bundestagswahl 2005 trat er als Kandidat der Anarchistischen Pogo-Partei Deutschlands für den Bundestagswahlkreis 20 (Hamburg-Altona) an und war Schatzmeister des Landesverbands Hamburg. Parallel arbeitete er für den Hamburger Comicverlag Alligatorfarm von Karl Nagel. Gerbrod lebt in Hamburg und ist Mitglied in der Drehbuchwerkstatt Hamburg.

## Filmografie (Auswahl)
Legende: B – Buch, R – Regie, K – Kamera
- 2005: APPD-Wahlspot zur Bundestagswahl (B)
- 2009: Opfers des Krieges (B, R, K)
- 2010: Game On (B, R, K)
- 2010: Banker, Punker, Polizei (B, R, K)
- 2011: Filmriss!  (B, R, K)[5]
- 2012: Beitrag zur dOCUMENTA 13 (B, R, K)
- 2012: Dinge passieren (B, R, K)[6]
- 2012: Götterdämmerung (B, R, K)
- 2013: Nosferatu – Die andere Seite (B, R, K)[7]
- 2013: Gruppentherapie (R, K)
- 2015: Heute bringe ich mich um  (B, R, K)[8]
- 2016: Die Moralpille (B, R, K)[9]
- 2017: Heute ist Donnerstag (B, R, K)[10]
- 2017: Plattentausch (B, R, K)[11]
- 2018: Rares für Bares – Dosenpfand (S02E27) (R, K)[12]
- 2022: Käseburg – Lebe deinen Traum (B, R, K)[13]

## Publikationen (Auswahl)
- Tschernobyl. Eigenverlag, 2018, ISBN 978-3-942666-36-7[14]